# Commanderie de Thors
La commanderie de Thors était une commanderie dont l'origine remonte aux Templiers et qui fut réunie à celle du Corgebin par les Hospitaliers vers le milieu du XIVe siècle tout en demeurant le chef-lieu de la commanderie. Elle fut confisquée pendant la Révolution française et disparait en 1791.

## Description géographique
Thors est une commune de l'Aube à l'est de Troyes et à environ quatorze kilomètres au nord-est de Bar-sur-Aube. Le village est situé dans un vallon encaissé.

## État
Il ne subsiste que l'église du XIIe siècle de style roman mais le toit en carène date du XVIe siècle et le clocheton du XIXe siècle. Cette église est sous le vocable de sainte Madeleine tout comme l'église de la commune homonyme en Charente-Maritime. C'est une église à plan allongé constituée d'une nef à vaisseau unique.

## Histoire
En général, on considère que c'est une donation d'Anschaire et Guillaume de Beurville en 1190 qui permet aux Templiers de s'installer sur le lieu d'un ancien hôpital. On se trouvait dans le comté de Bar à proximité de la seigneurie de Joinville, tous deux vassaux du comté de Champagne. Un ouvrage plus récent mentionne cependant leur présence dès 1178.

### L'ordre du Temple

#### Commandeurs templiers
| Commandeur                      | Période                                           |
| ------------------------------- | ------------------------------------------------- |
| Pierre                          | 1213                                              |
| Pierre de Monteacuto (Montaigu) | 1219                                              |
| Wiardus (Wiart, Guiart)         | 1233                                              |
| Demange de Crenay               | 1235                                              |
| Nicolas                         | 1247 - 1249, 1260 - 1261, 1275, 1277 - 1279, 1284 |
| Hugues de Châlon                | 1300                                              |

#### Acquisitions
Voici, par ordre chronologique, une liste non exhaustive des événements qui ont marqué l'histoire de cette commanderie et qui ont contribué à son expansion à l'époque des templiers:
- 1190 : Henri II comte de Troyes faisait un don pour bâtir une chapelle et un cimetière à Bar.
- 1193 : Donation d'un moulin par Aubert de Vitry[n 2] et approuvée par Geoffroy de Joinville[8]
- 1263 : Humbert de Parant[n 3], maître de la province de France, ratifie un accord entre l'Abbaye Notre-Dame de Montier-en-Der[n 4] et les Templiers de 'Thors pour des terres à Wassy et Ville-sur-Terre[9].
- 1278 : Accord avec Jean, seigneur de Joinville au sujet de la dîme d'Oslaincourt[n 5], au finage de Rimaucourt[10]

### L'ordre de Saint-Jean de Jérusalem
L'arrestation des Templiers en 1307 et le procès qui suivit permit aux Hospitaliers d'obtenir le dévolution de la plupart des biens ayant appartenu aux Templiers à partir de 1312. Cependant Thors tout comme Coulours et Épailly avaient été données par le pape Clément V à Othon 1er de Grandson et ce n'est qu'en 1328 que cette commanderie deviendra officiellement Hospitalière.

#### Commandeurs hospitaliers
Cette liste et en grande partie issue de l'ouvrage de monsieur Labourasse mais celle-ci fut d'abord publiée par l'abbé Roussel
| Commandeur                                                                          | Période                  |
| ----------------------------------------------------------------------------------- | ------------------------ |
| Béraut de Mélency ou Bertaut de Melein                                              | 1320 et 1329.            |
| Nicolas de Sommyèvre                                                                | vers 1350                |
| Artaud Dauton                                                                       | 1369                     |
| Geoffroy Barraut                                                                    | 137] et 1403             |
| Jean de Nielle                                                                      | 1404 et 1409             |
| Pierre de Beaufremont                                                               | 1415                     |
| Etienne de Busseul                                                                  | 1431 et 1462             |
| Régnier Pot                                                                         | 1464 et 1492.            |
| Jean de Pradines                                                                    | vers 1495                |
| Elie Dubois                                                                         | 1502 et 1504             |
| Jean de Choiseul                                                                    | 1513 et 1521             |
| Guy Lebœuf Commandeur de Thors, La Romagne, Avalleur et Corgebin.                   | 1529, 1534, 1551 et 1557 |
| Baptiste du Châtelet                                                                | 1559 - 1581              |
| Jean d'Anglure                                                                      | , en 1581 et 1592        |
| Jean de Seraucourt commandeur de Thors, Corgebin, Saint-Nicolas de Langres et Ruetz | 1597 - 1633              |
| Philandre de Vinceguerre                                                            | 1645 - 1656              |
| Charles Descrot-Duchon                                                              | 1662, 1673-1674, et 1687 |
| ?                                                                                   | 1675-1689                |
| Charles de Choiseul d'Eguilly                                                       | 1690, 1695 et 1711       |
| François Chevestre de Cintrey                                                       | 1717 et 1719             |
| Joseph de Laval-Montmorency                                                         | 1726 et 1747             |
| Jacques de Foudras, commandeur de Thors et Corgebin                                 | 1756                     |
| Adrien de la Viéville-Derville de Vignacourt                                        | 1759                     |
| Jacques de Foudras                                                                  | 1761 et 1770             |
| Louis-François de Lamirault                                                         | 1776 et 1791             |